# Осиирэ
Осиирэ (яп. 押入れ、押入, «куда запихивают что-либо») — шкаф, встроенный в стену спальной комнаты японских домов, который традиционно используется для хранения футонов и спальных принадлежностей, а сегодня — и для одежды и редко использующейся домашней утвари.

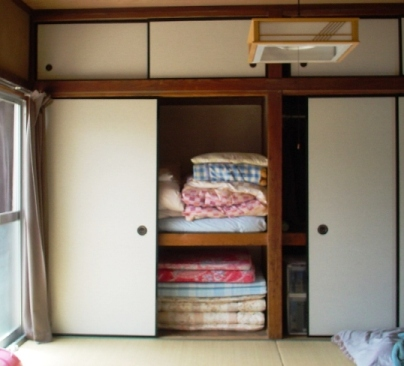

Обычно три из четырёх сторон осиирэ это стены, а одна — это скользящая дверь фусума, которая сделана от края до края комнаты. В отличие от кладовки, осиирэ полностью поделена полками, обычно на два-три отделения. Верхняя или средняя используется для хранения футона и других постельных принадлежностей. Нижняя используется для мебели, например котацу и различной утвари. Поскольку размеры полок большие и, порой, очень глубокие, то мелкие вещи и одежду хранят в коробках. В настоящее время для этого специально продаются различные коробки и ящики. В осиирэ можно также спать, по крайней мере можно слышать про холостяков, которые спят в осиирэ, разбросав вещи в комнате, хотя это скорее шутка. В аниме и манга «Дораэмон» главный герой робо-кот Дораэмон спал в осиирэ.
Основными недостатками осиирэ является влажность и конденсат, возникающие из-за плохой вентиляции в глубине комнаты. Для борьбы с влажностью в осиирэ можно стелить бамбуковую циновку.